# Cinquena Aliyà
La Cinquena Aliyà es refereix a la cinquena ona d'immigració jueva a Israel provinent d'Europa i Àsia entre els anys 1929 i 1939. Aquesta ona d'immigració es va iniciar després dels matança d'Hebron de 1929 i el retorn de la crisi econòmica en el Mandat Britànic de Palestina. En 1939, en començar la Segona Guerra Mundial i promulgar-se el Llibre Blanc, aquesta ona immigratòria va finalitzar.
Aquesta cinquena ona, que va començar com una acció d'un grup de pioners idealistes, es va convertir aviat en una immigració en massa dels jueus alemanys entre els anys 1933 i 1935 a causa de la persecució racial que sofrien en l'Alemanya nazi. En esclatar la Gran Revolta Àrab en 1936, provocada precisament pel que els àrabs consideraven excessiva immigració jueva a Palestina, es va detenir temporalment l'ona immigratòria, però durant els anys 1938 i 1939 milers de nous immigrants van arribar, part d'ells il·legalment.
Segons Chaim I. Waxman, en 1931-1939 van arribar 225.000 persones.

## Causes de la immigració
Les causes que van encoratjar la cinquena aliyá van ser:
- L'auge de Hitler i el Partit Nazi a Alemanya, va provocar un gran pànic entre els jueus alemanys i d'Europa Oriental, que no van ser autoritzats a tornar als seus països d'origen. Els jueus en l'Alemanya nazi van sofrir una gran ona d'agressió antisemita i molts van decidir emigrar a la Terra d'Israel a la recerca d'una nova vida. L'agost de 1933 es va arribar a un acord entre l'Agència Jueva i les autoritats nazis. L'acord estipulava que els jueus que vivien a Alemanya i desitjaven abandonar el seu país, podien fer-ho sempre que renunciessin als seus béns i propietats (com indicava la legislació alemanya en aquest període). L'acord va permetre que molts jueus que fugien de la persecució nazi s'assentessin en Palestina.
- L'intercanvi de l'administració colonial britànica. El nou administrador colonial britànic, Arthur Wauchope, estava a favor de la immigració i va atorgar molts permisos per als nous immigrants jueus, encoratjant així el creixement de l'economia i l'assentament sionista. No obstant això, la situació va canviar radicalment a partir de la promulgació del Nou Llibre Blanc.
- El tancament de la immigració als Estats Units. Des de 1924 Estats Units havia decidit frenar la immigració i mantenir les portes tancades a la majoria dels immigrants, malgrat conèixer la difícil situació per la qual passaven els jueus alemanys a Europa. Això va portar com a conseqüència un major desig d'instal·lar-se en Palestina.
- L'antisemitisme al món augmentava a nivells mai abans vists, principalment en els règims dels països d'Europa de l'Est, els qui van adoptar una política d'antisemitisme que va encoratjar als disturbis i les persecucions, amb severes conseqüències econòmiques i limitacions socials als jueus.